# Prométheusz Könyvek
A Helikon Kiadó 1984–1987 között megjelent könyvsorozata. 

## Története, célkitűzése
A Helikon Kiadó 1984-ben indította útjára vallási (és részben néprajzi) forrásszöveg-gyűjteményét. Térben és időben, ill. az érintett kultúrszférák tekintetében rendkívül tág spektrumot ölelt föl. Az ókori Közel-Kelet, középkori Távol-Kelet, klasszikus európai (görög és római), középkori, koraújkori, prekolumbián indián, magyar néprajz stb. témakörben, rendszerint az eredeti (holt, ritka) nyelvekből fordítva. 
1987-ig 18 db jelent meg (17 szövegkiadás, 1 tanulmánykötet). 
A sorozat főszerkesztője Hahn István, szerkesztője Puskás Ildikó volt. ISSN 0231-4789. 

## Megjelent kötetek
1. Firmicus Maternus: Asztrológia; vál., ford. Bollók János; 1984
2. Nami király megtérése. Dzsaina legendák és miniatúrák az Uttaradzsdzshajana-szuttából; máhárástríból ford., utószó németből ford., jegyz. Vekerdi József, utószó Wolfgang Morgenroth; 1984
3. Matthias Vehe-Glirius: Istenismeret és más írások; vál., jegyz., utószó Dán Róbert, ford. Ruttner Tamás; 1984
4. Popol Vuh. A maja-kicse indiánok szent könyve; ford., jegyz., utószó, Boglár Lajos és Kuczka Péter; 1984
5. Josephus Flavius: Apión ellen, avagy A zsidó nép ősi voltáról; görögből ford., jegyz., utószó Hahn István; 1984
6. L. Caecilius Firmianus Lactantius: Az isteni gondviselésről; ford., jegyz., utószó Adamik Tamás; 1985
7. Plutarkhosz: Szókratész daimónja; vál., ford., jegyz., utószó W. Salgó Ágnes; 1985
8. A törzsek származásáról, avagy A kincsesbarlang; szírből ford. Ormos István, jegyz. Fröhlich Ida, utószó Hahn István; 1985
9. Marcus Tullius Cicero: Az istenek természete; ford., jegyz. Havas László, utószó Hahn István; 1985
10. Baal és Anat. Ugariti eposzok; ford., jegyz., utószó Maróth Miklós; 1986
11. Szem meglátott, szív megvert. Magyar ráolvasások; vál., összeáll., jegyz., utószó Pócs Éva; 1986
12. P. Ovidius Naso: Római naptár. Fasti; ford., Gaál László, jegyz., utószó Bollók János; 1986
13. Csodatévő Takla Hájmánót. Válogatás; vál., geezből ford., jegyz., utószó Ormos István; 1986
14. Titkos tanítások. Válogatás az Upanisadokból; vál., ford., utószó, jegyz. Vekerdi József; 1987
15. Nisan sámánnő. Mandzsu vajákos szövegek; vál., mandzsuból ford., jegyz., utószó Melles Kornélia; 1987
16. Kapujanincs átjáró. Kínai csan-buddhista példázatok / Feljegyzések Lin-csiről. 1120 / Kapujanincs átjáró. 1229 / Nefrit szirt. Feljegyzések. 1050-1300; vál., ford., jegyz., utószó Miklós Pál; 1987
17. Korán; ford. Simon Róbert; 1987
18. Simon Róbert: A Korán világa; 1987

## Tervezett kötetek
Valaha előkészületben lévő, soha meg nem jelent kötetek:
- Navaho indián mítoszok (1, 2, 3, 7)
- Sintoista szent iratok (1, 2, 3, 4, 5, 7, 9, 11)
- Manicheus szövegek (Tanítás a két princípiumról és a három időről) (1, 2, 3, 4, 5, 7, 8, 9, 10, 11, 12)
- Jeremiás apokrifon (1, 2, 3, 4)
- Dhammapada (3, 5, 7, 8, 9, 10, 11, 12, 13)
- A három imposztor (5, 7, 8, 9)
- Reuchlin: Kabalisztika (5, 7, 8, 9, 10, 12, 13)
- (Orosz) Paterikon (10, 13)
- Zen buddhista szövegek (13)